# Фарнборо (Хэмпшир)
Фа́рнборо (англ. Farnborough) — город в Англии, на северо-востоке графства Гэмпшир, административный центр района Рашмур.
Расположен в 34 км к юго-западу от Лондона. Впервые упоминается в Книге страшного суда в 1086 году. Название города происходит от слова Ferneberga, что значит «папоротниковый холм».
Город тесно связан с авиацией. Аэропорт Фарнборо уже много лет является местом проведения одного из крупнейших авиасалонов мира — Farnborough Airshow. На территории аэродрома находится исторический Королевский авиационный завод (RAE), а также Отдел расследования авиационных происшествий.
В городе располагаются подразделения авиационных компаний BAE Systems, AgustaWestland, штаб-квартира оборонной QinetiQ.